# Fontaine de Moussages
La fontaine de Moussages est une fontaine située en France sur la commune de Moussages, en région Auvergne-Rhône-Alpes.

## Historique

### Protection
La fontaine est inscrite au titre des monuments historiques par arrêté du 20 octobre 1971.

## Description
La fontaine présente un fût cubique sur un socle carré, orné à sa base de dauphins en haut-relief dont seules les queues émergent de l’eau. Celle-ci s’écoule de quatre mascarons en forme de têtes de dauphins feuillagés. Le fût se termine par un masque humain barbu, couronné de feuillages.